# Dreissena
Dreissena é um género de pequenos mexilhões de água doce da família Dreissenidae. A taxonomia interna do género Dreissena permanece incerta.

## Espécies
Embora com algumas incertzas, o género Dreissena inclui as seguintes espécies:
- Dreissena blanci
- Dreissena bugensis (por vezes considerada uma subespécie de D. rostriformis)
- Dreissena caspia
  - Dreissena caspia caspia
  - Dreissena caspia pallasi
- Dreissena elata elata
- Dreissena obtusecarinata
- Dreissena polymorpha, o mexilhão-zebra
  - Dreissena polymorpha polymorpha
  - Dreissena polymorpha andrusovi
- Dreissena presbensis
- Dreissena rostiformis
  - Dreissena rostriformis compressa
  - Dreissena rostriformis distincta
  - Dreissena rostriformis grimmi
  - Dreissena rostriformis pontocaspica
- Dreissena stankovici